# Albur, Tiptur
Albur là một làng thuộc tehsil Tiptur, huyện Tumkur, bang Karnataka, Ấn Độ.